# Colin Jones (cầu thủ bóng đá, sinh năm 1963)
Colin Malcolm Jones (sinh ngày 30 tháng 10 năm 1963) là một cựu cầu thủ bóng đá chuyên nghiệp người Anh thi đấu ở Football League cho Mansfield Town.